# 耶律胡呂
耶律胡呂（やりつ こりょ、生没年不詳）は、遼（契丹）の軍人。字は蘇撒。弘義宮（算オルダ）の出身。

## 経歴
迭烈部夷離菫耶律欲穏の末裔。左監門衛大将軍の耶律楊五の子として生まれた。重熙末年、寝殿小底に補任された。千牛衛大将軍に転じた。太安10年（1094年）、北阻卜の首長の磨古斯が反抗すると、胡呂は招討都監となり、耶律那也とともに精鋭の騎兵2000を率いて磨古斯を討ち、反乱を鎮圧した。功績により漢人行宮副部署・知太和宮事となった。後に致仕すると、同中書門下平章事の位を加えられ、死去した。

## 伝記資料
- 『遼史』巻98 列伝第28